# 蒙自海关旧址
蒙自海关旧址，位于中華人民共和國云南省红河哈尼族彝族自治州蒙自市南湖一带，始建于1887年，包含海关税务司署、法国领事府、法国监狱、法国花园和哥胪士洋行五处建筑，总建筑面积2925平方米。2006年5月，被列为第六批全国重点文物保护单位。

## 历史

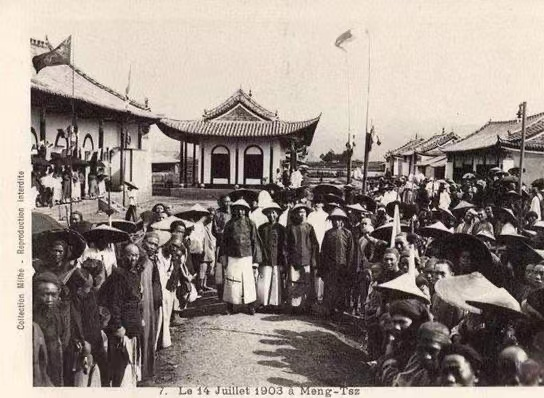
蒙自海关开关场景图

中法战争后，清廷于光绪十三年（1887年）与法国签订《中法会议简明条款》、《中法会订越南条约》、《中法越南边界通商章程》、《中法续议商务专条》，将蒙自开为商埠，允许法国在蒙自设领事馆，并划县城东门外为通商处所。光绪十三年（1887年）四月三日，大清海关总税务司赫德任命美国人哈巴安（Andrew Patton Happer）为蒙自海关首任税务司。光绪十五年七月二十八日（1889年8月24日）蒙自关和其附属蛮耗分关正式开关通商。此后数十年间，蒙自外贸市场迅速发展，并在1910年代达到空前繁荣，成为云南省对外贸易的最大口岸，长期占据全省进出口货物的七至九成以上。云南省48家主要外贸商号在此聚集，其中以“滇帮八大号”和“广帮八大号”实力最为雄厚，另有20多家洋商在此从事贸易活动。
宣統二年（1910年）滇越铁路通车，蒙自海关在云南府（今昆明市）设立分关。蒙自对外贸易开始衰落，多数商号、洋行、领事馆陆续迁出，原有房屋成为旧址。民国二十一年（1932年）1月1日，蒙自关税务司移驻云南府办公，蒙自关虽仍保留总关名义，昆明成为事实上的云南总关。抗日战争期间，中越交通中断，蒙自海关停关。民国二十七年（1938年），国立西南联合大学文法学院迁至蒙自，教室、师生宿舍等设于海关税务司大楼、哥胪士洋行等处。民国三十一年（1942年）昆明海关正式升格为总关，改蒙自关为分关。
中华人民共和国成立后，于1954年6月4日撤销蒙自海关。此后，海关旧址一带建筑被驻蒙自解放军部队征用。至1990年代时，哥胪士洋行、海关税务司署等建筑已濒于倒塌。1998年5月，中共红河州委、红河州政府与驻蒙解放军部队协商，以“土地划拨，有偿转让”的条件将海关旧址一带建筑移交蒙自县政府管理。2000年，蒙自县政府拨款50余万元对海关旧址进行文物保育，修缮文物建筑面积2584平方米，绿化美化工程面积6987平方米，于2002年8月竣工。2006年，海关税务司署、法国领事府、法国监狱、法国花园、哥胪士洋行五处建筑以“蒙自海关旧址”之名被列为全国重点文物保护单位。

## 建筑

### 海关税务司署

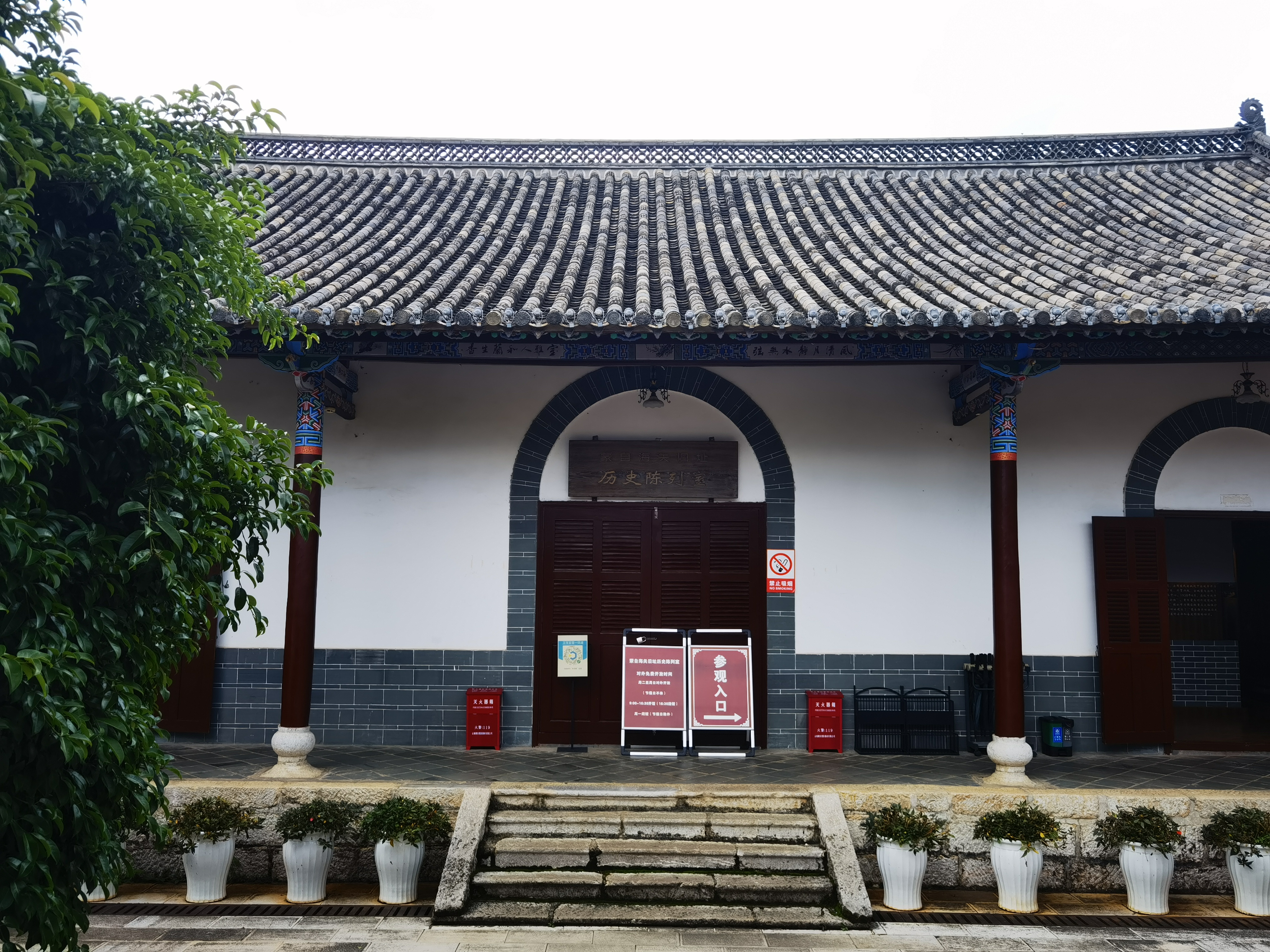
蒙自海关税务司署厢房正面，现为历史陈列室

海关税务司署位于蒙自市环湖南路1号，于光绪十三年（1887年）动工建造，十五年（1889年）竣工。初期建筑包括办公室、验货处及税务司署人员住所等，共计50余间。光绪二十三年（1897年），大清蒙自邮政总局在此成立，税务司兼理邮政业务，服务范围覆盖整个滇东地区及贵州省部分地区。光绪二十五年（1899年），税务司署部分建筑在一次冲突中被当地乡民焚毁，后由清政府修复。民国二十七年（1938年），该建筑被辟为西南联大文法学院教室。中华人民共和国成立后，被用作驻蒙自解放军医务室。现为蒙自海关旧址历史陈列馆。
海关税务司署遗址现存厢房一幢，为单檐硬山顶、通廊式石木结构，建筑面积323.4平方米。建筑整体以传统中式风格为主，同时融入了拱形门窗等西式设计元素。

### 法国领事府

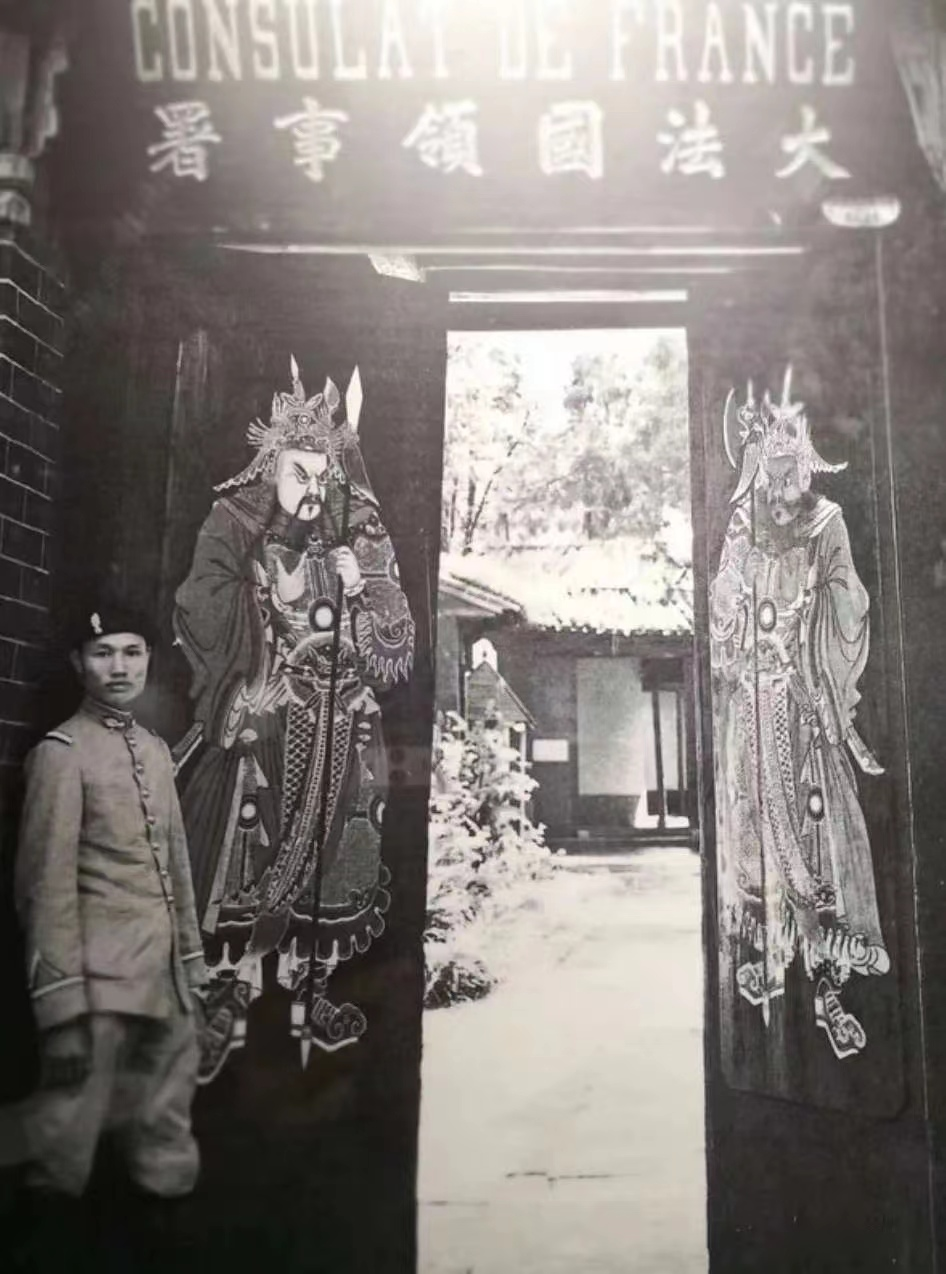
19世纪末法国领事府大门

法国领事府位于海关路东段，建于光绪十三年（1887年），由首任法国驻蒙自领事官弥乐石在蒙自县城东门外购地5亩督工建造，十四年（1888年）落成，是当时蒙自最豪华的建筑。光绪十五年（1889年），正式开馆，大门横挂白底黑字匾额，分别用中、法文题写有“大法国领事署”和“CONSULAT DE FRANCE”。领事府设有领事官1人（后增设副领事1人）、法国巡捕6人、越南警察8人、华人翻译1人，享有领事裁判权。
法国领事府占地面积500余平方米。原有房屋40余间，现存正房、两厢房及廊房四个单体建筑。正房共10间，高6米；两厢房6间，高5米。均为单檐悬山顶结构，转角、柱头施单栱，挑檐枋彩绘，两厢对称。建筑为中式四合院建筑，门窗等陈设兼容西式。1932年，法国驻滇领事府由蒙自移往昆明。中华人民共和国成立后，领事府旧址曾被用作驻蒙自解放军宿舍，现为蒙自市文化馆办公场所。

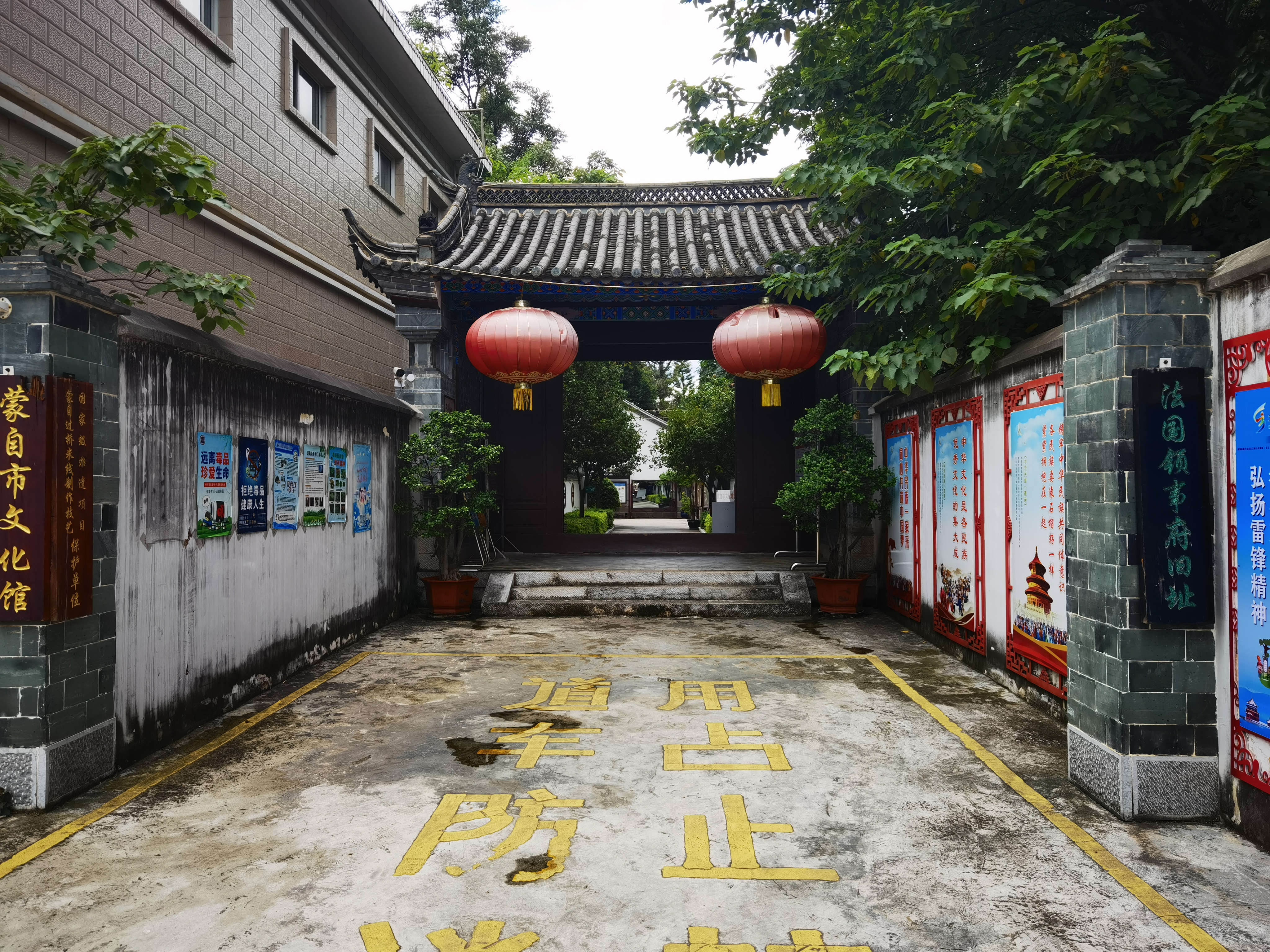
法国领事府旧址（现蒙自市文化馆）大门
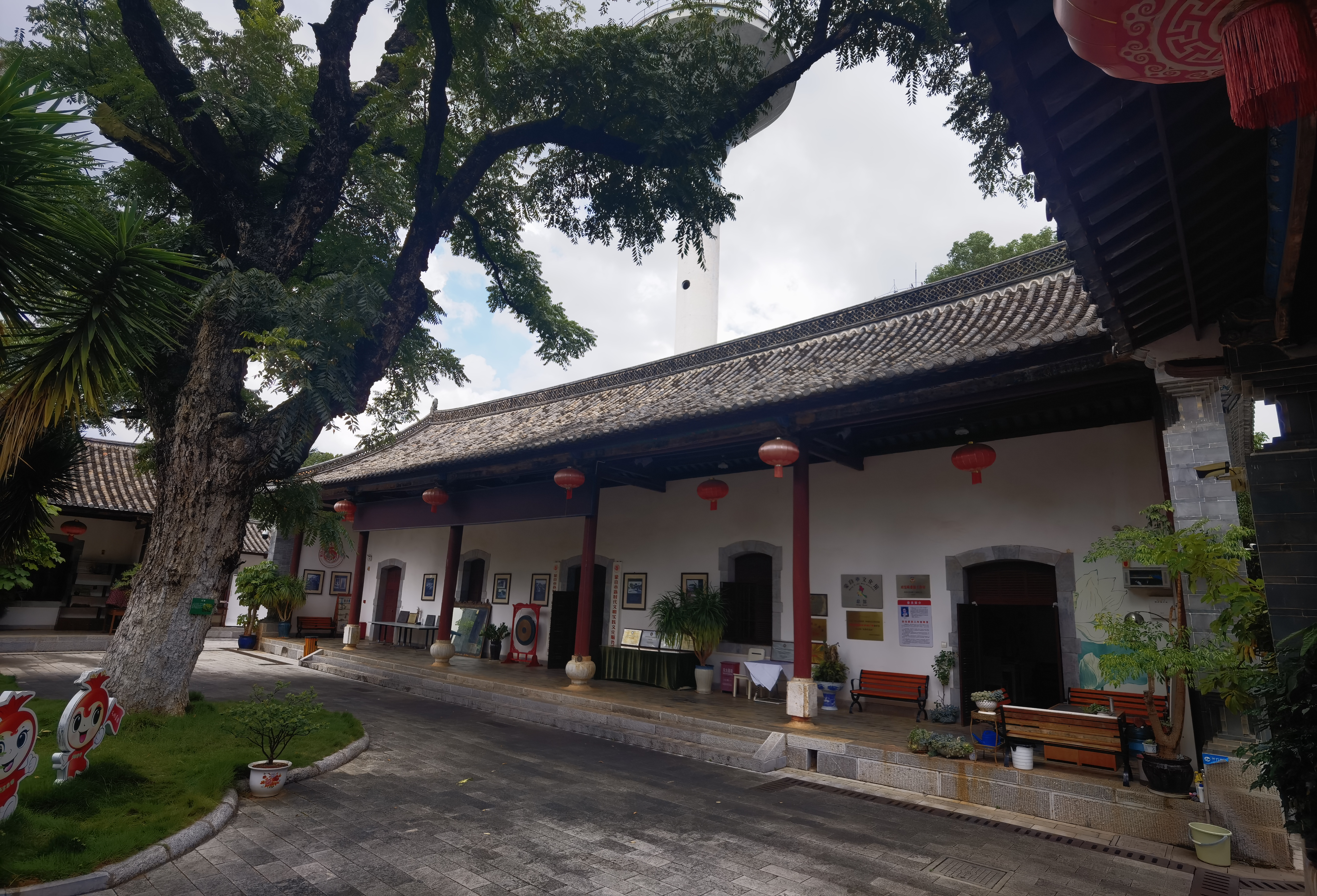
法国领事府旧址正房及庭院
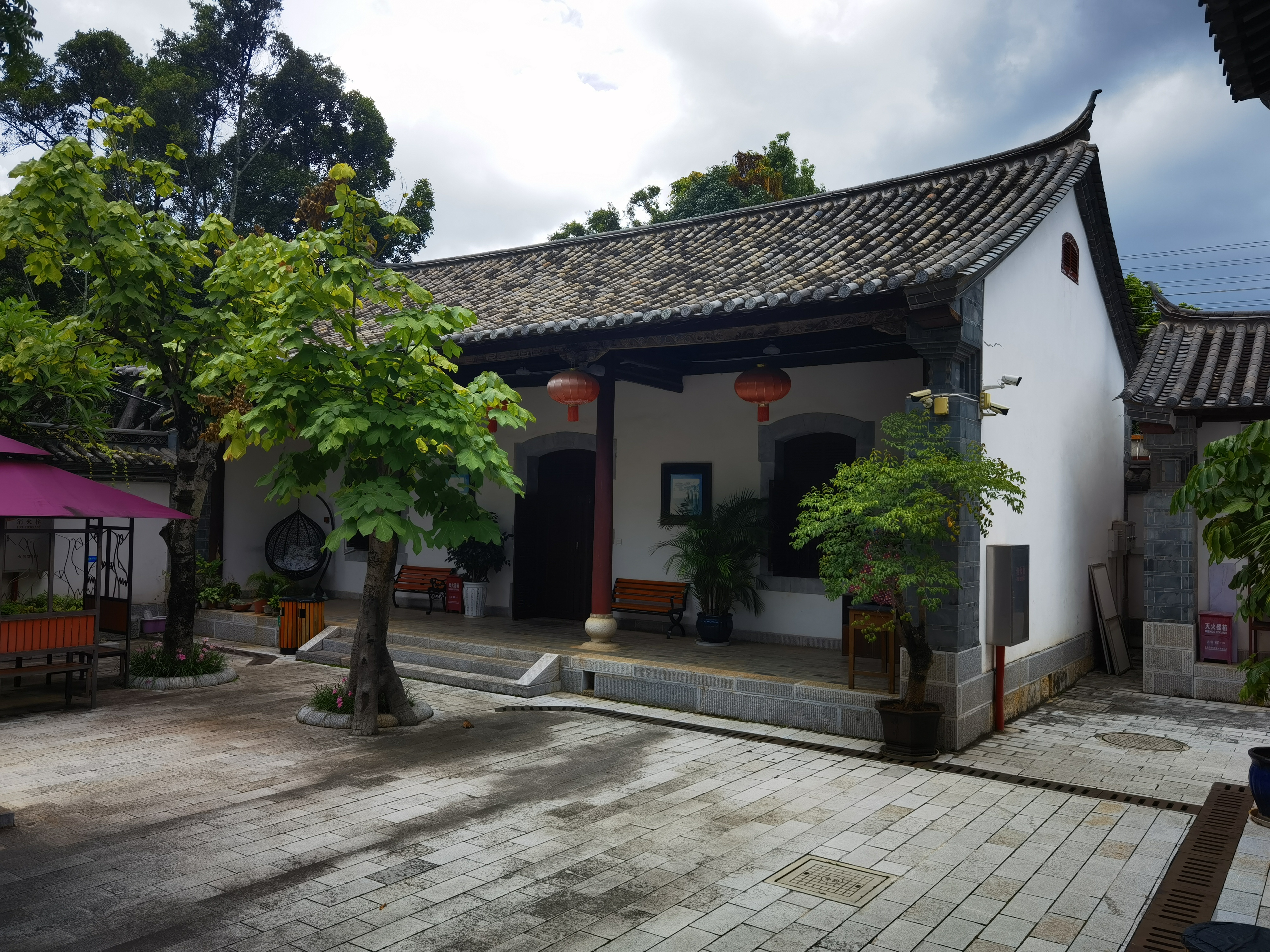
法国领事府旧址厢房

### 法国监狱

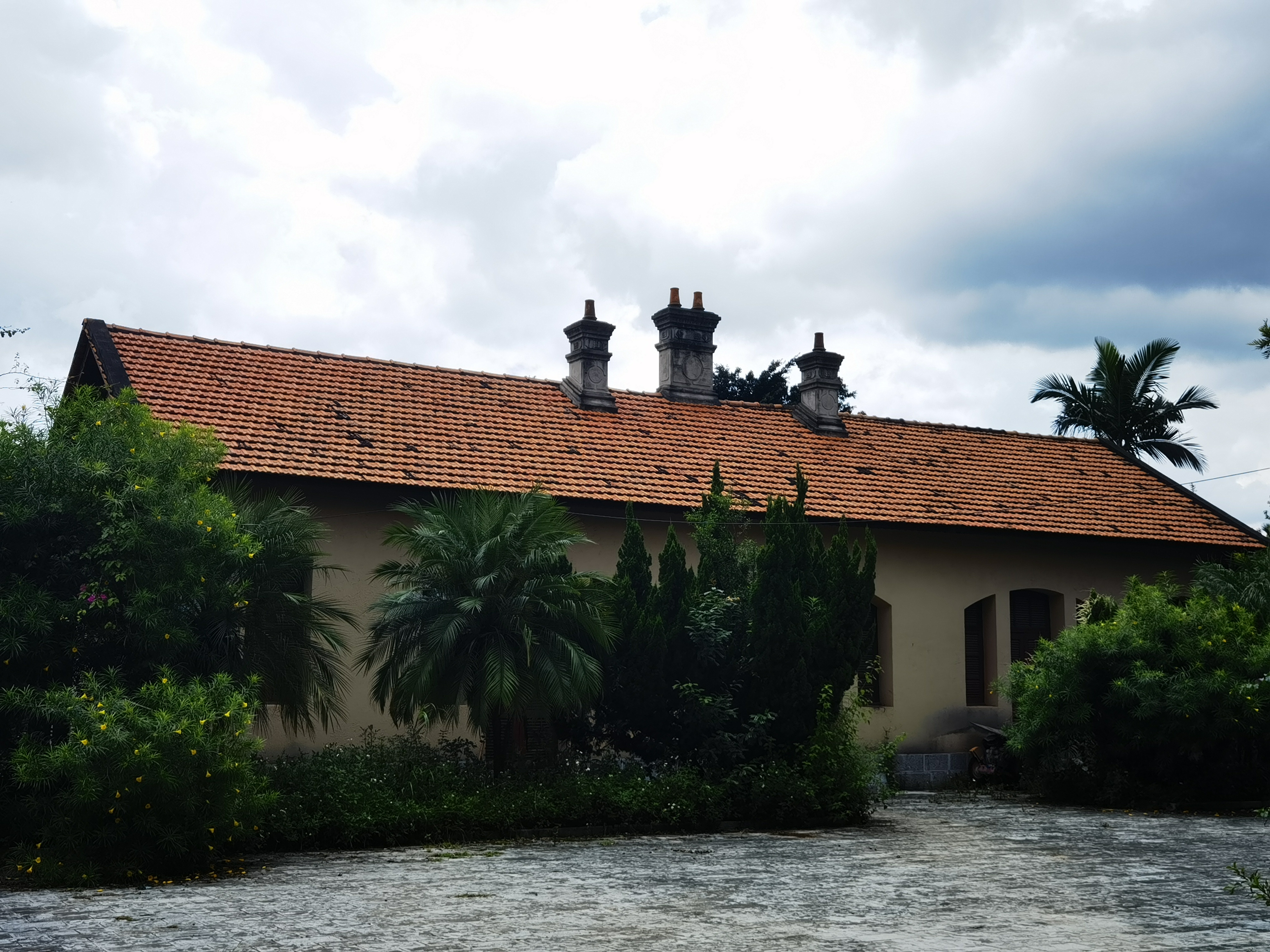
法国监狱旧址

法国监狱位于蒙自东村南侧，位于法国领事府以东约300米，当地民间旧称「洋兵房」。法国监狱建于光绪十四年（1888年），是法国领事府的附属监狱，被用作海关拘留所。中华人民共和国成立后被用作蒙自军分区招待所。现存两幢红瓦黄墙的砖木结构欧式平房，墙身用石块砌成。一幢为东西向，高约7米，三开间；另一幢为南北向，高约5米，屋脊竖有一长方形壁炉烟囱，高约1米。

### 法国花园

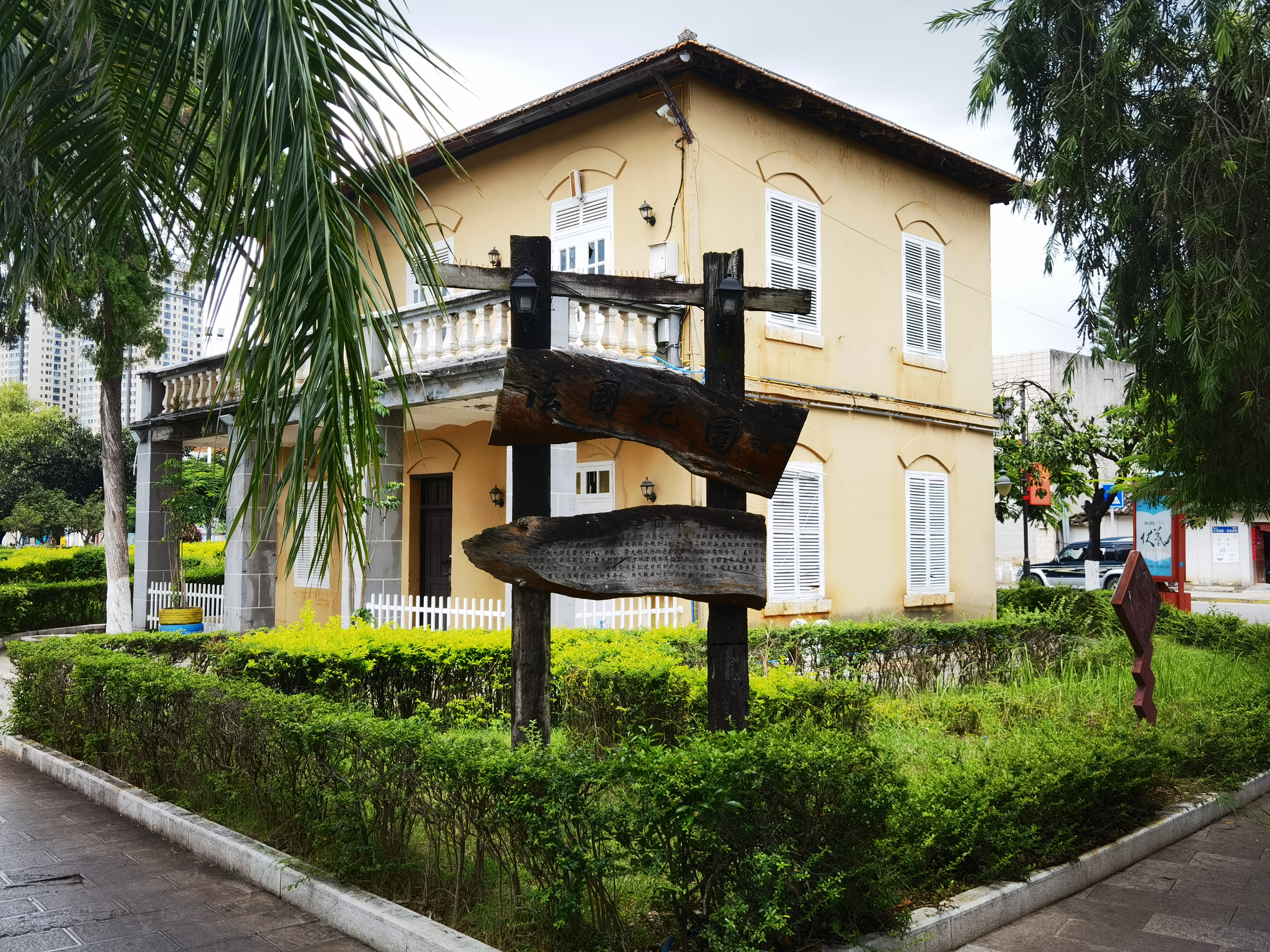
法国花园，旧为滇越铁路法国铁路监督衙署

法国花园位于南湖东岸海关路，于光绪末年兴建，北面临水。因其独特的法式风格，加之清幽的花园环境，遂被当地人叫做“法国花园”。法国花园最早是意大利驻蒙自领事馆。意领馆撤出后成为法国滇越铁路总局的办公室。中华人民共和国成立后，曾被用作蒙自军分区家属宿舍。现存法式二层方形建筑一幢，坐东朝西，屋顶外观近似中式庑殿顶，内部为木桁架结构。建筑面积215.04平方米，总占地面积1990.4平方米。

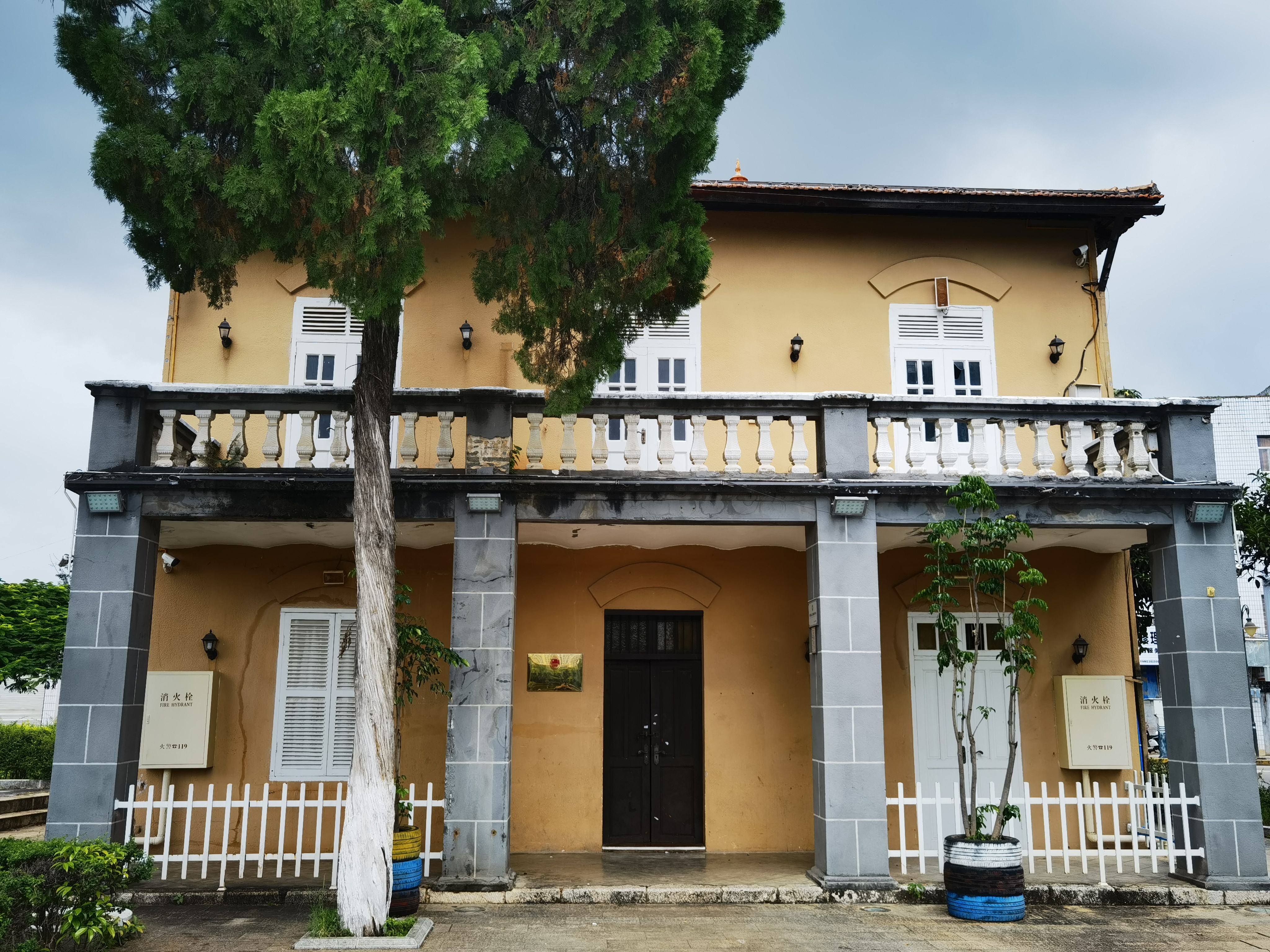
法国花园临水正面
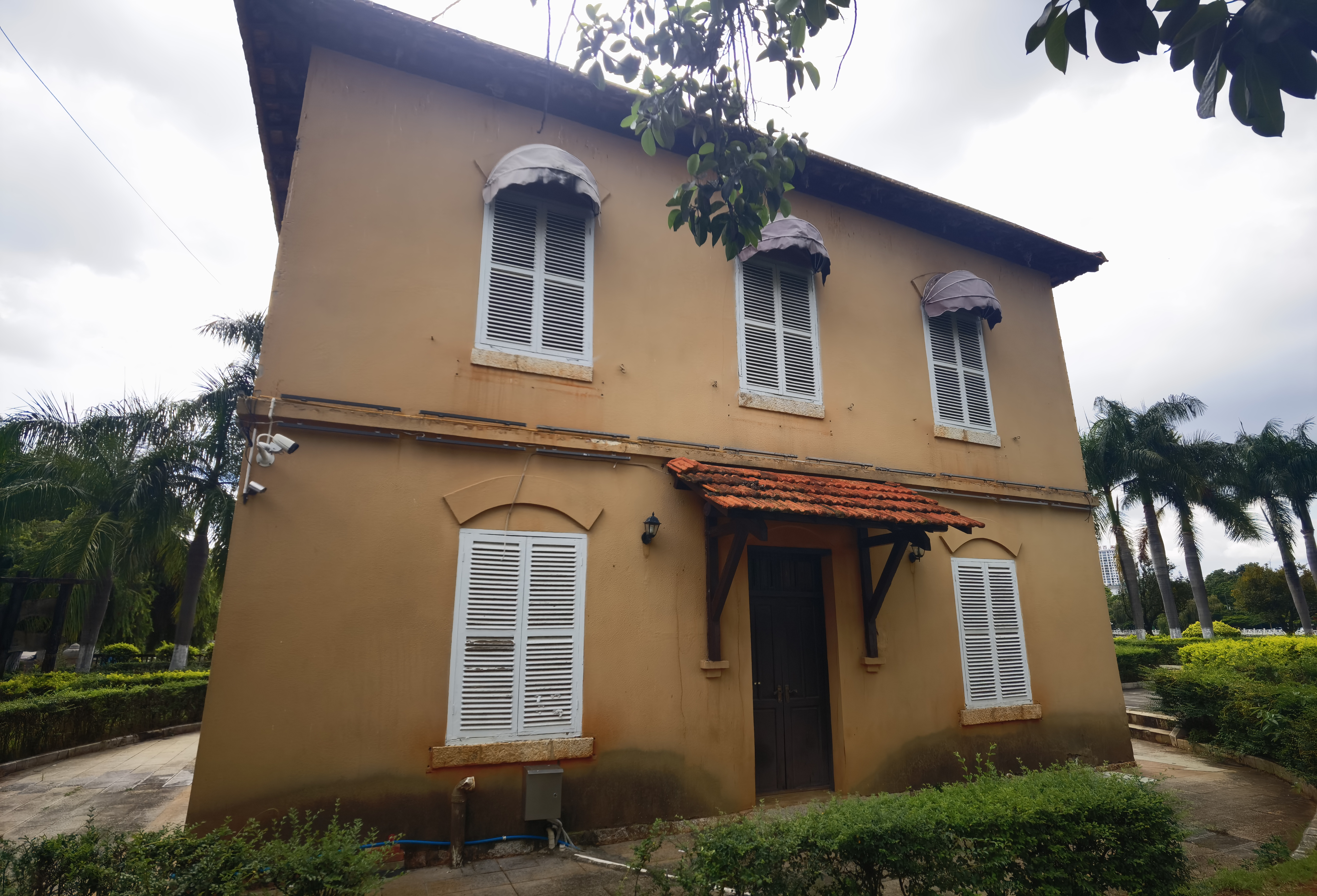
法国花园临街正面

### 哥胪士洋行

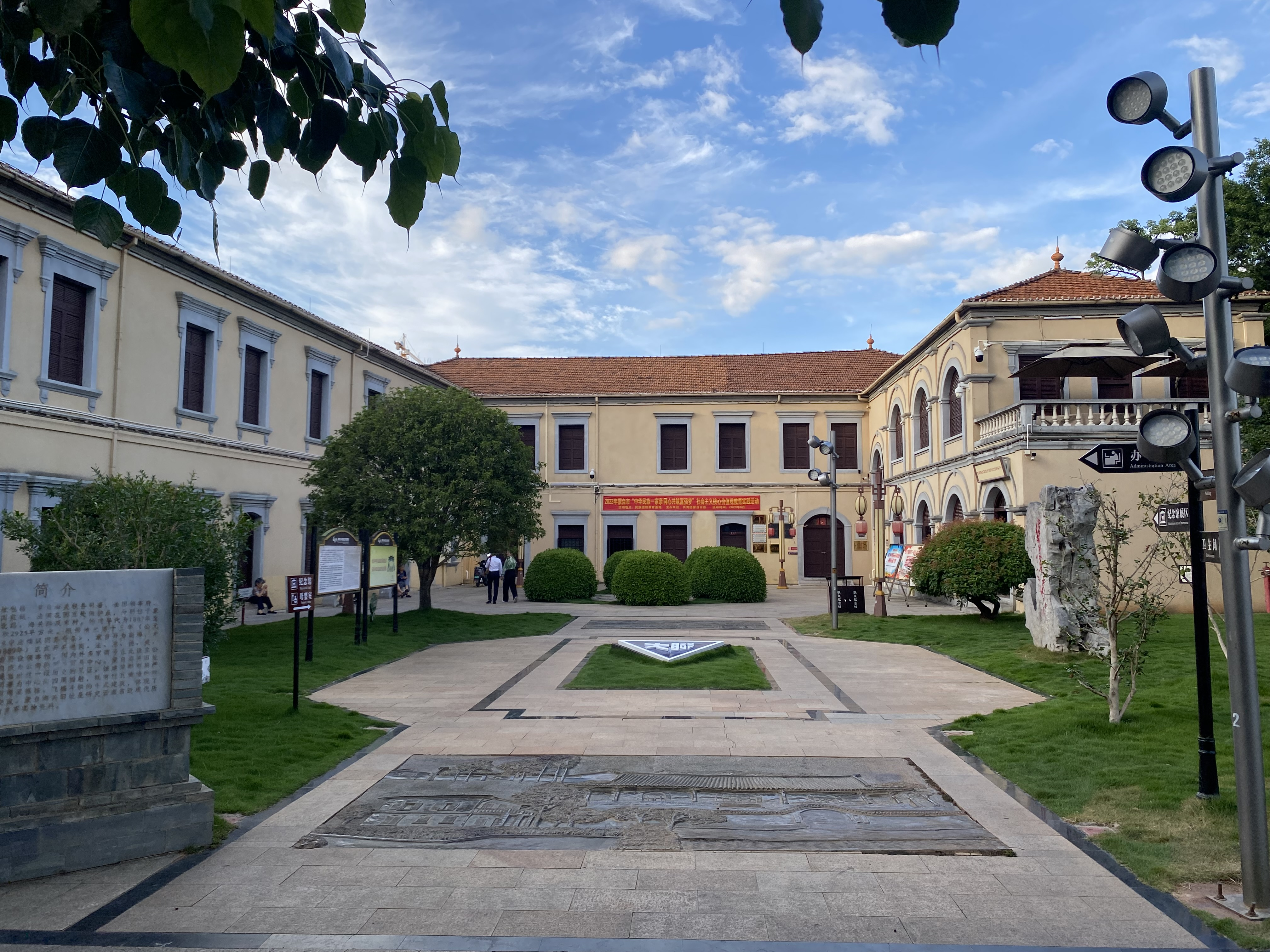
哥胪士洋行旧址，现被辟为西南联大蒙自分校纪念馆

哥胪士洋行位于环湖北路，始建于1906年，为希腊商人哥胪士（Kalos）所建。哥胪士为滇越铁路前职工，光绪三十二年（1906），在蒙自东村三元宫旁租赁平房三间，开设洋行，销售日用品和五金制品。宣统三年十月十三日（1911年12月3日），蒙自兵变，房舍为乱兵烧毁。法国领事府代其向蒙自道索赔。民国四年（1915年），获赔银洋40,545元，遂购置东门外弥里村土地，兴建一幢法式楼房恢复营业。后又建哥胪士酒店，与洋行相连，供华洋人士住宿，兼售西餐。民国廿七年（1938年），西南联大文法学院迁居蒙自期间，哥胪士洋行曾将部分房屋租予师生住宿。楼下为男生宿舍，楼上则供教授居住，闻一多、郑天挺、陈寅恪、刘文典等教授皆居于此。民国廿九年（1940年），日军占领越南，滇越铁路中断，洋行停业。后转租予中央銀行蒙自分行办公。民国三十一年（1942年），哥胪士洋行房屋被政府征收，用作县卫生院。中华人民共和国成立后，洋行房屋被用作蒙自军分区招待所。现被辟为蒙自市文物局办公地和西南联大蒙自分校纪念馆。
哥胪士洋行现存一幢低檐红瓦黄墙的两层楼房，由北、东、南三面围合成「凹」字型组成，为典型的地中海风格建筑，面积1800平方米，占地面税5333.9平方米。南楼为洋行，内部空间通透，门窗面积较大；北楼、东楼为附属酒店、洋房，门窗面积相对较小。

## 相关轶事

### 火烧洋关
光绪二十四年（1898年），蒙自大屯（今属个旧市）杨家寨人杨自元在古山开矿，其矿洞被建水县厂商杨柱臣霸占，遂提告至蒙自县衙。时任知县颜先春因受贿对此案久拖不审。光绪二十五年（1899年），杨自元质问颜先春于公堂，反遭拘捕。时逢法国人修建滇越铁路，盛传将占用大屯一带的大量耕地，且欲将个旧所产锡矿运往国外，引发乡民不满。杨自元因此联合大屯一带的矿工、农民千余人，以阻止洋人修路为号召于五月十四日（6月21日）夜攻打蒙自县城，但被驻扎城内的临元镇署兵丁击退。起义军遂转而攻打位于城外的海关，焚毁税务司署大门和数间房屋，于黎明前解散。据法国驻蒙自领事馆及海关税务司的记录，此次事件共烧毁海关房屋两间，烧死华工两名，并有部分财物被洗劫。時任法国领事喇伯第和蒙自海关税务司司必立照会臨安開廣道道尹刘春霖，最终商议赔偿关平银两万两，分四期还清。

## 引用
1. 1 2 3 4 5 6 7  红河州文物志（2007年），第142页
2. 1 2  蒙自县志（1995年），第36页
3. ↑  杨和平. . 红河网. 红河日报. 2015-04-13  [2023-07-05]. （原始内容存档于2023-07-05）.
4. ↑  中央研究院近代史研究所. . 近史所人名權威檢索系統.   [2024-08-01]. （原始内容存档于2024-08-01）.
5. 1 2 3 4  . 澎湃新闻. 2020-09-01  [2024-08-09]. （原始内容存档于2024-08-02）.
6. ↑  罗晶（2018年），第17页
7. 1 2  . 中华人民共和国昆明海关.   [2023-07-07]. （原始内容存档于2018-11-26）.
8. ↑  蒙自县志（1995年），第562页
9. ↑  李艳，第98页
10. ↑  蒙自县志（1995年），第36-37页
11. 1 2  蒙自县志（1995年），第37页
12. 1 2  蒙自县志（1995年），第47页
13. 1 2  蒙自县志（1995年），第564页
14. ↑  蒙自县志（1995年），第565页
15. ↑  蒙自县文体志（2007年），第155页
16. ↑  蒙自县志（2014年），第780页
17. 1 2 3 4  蒙自县志（2014年），第776页
18. 1 2 3 4 5 6 7  红河州志卷五（1994年），第165页
19. ↑  蒙自县志（1995年），第504页
20. 1 2  云南住建厅（2023年），第47页
21. 1 2 3 4 5 6  邱旖（2023年），第155页
22. ↑  外国人名辞典（1981年），第413页
23. 1 2 3 4  蒙自县志（1995年），第278页
24. ↑  邱旖（2023年），第154页
25. 1 2 3 4  蒙自县志（1995年），第851页
26. 1 2 3  蒙自县志（1995年），第285页
27. 1 2  蒙自县志（1995年），第282页
28. 1 2  蒙自县志（1995年），第594页
29. ↑  蒙自县志（1995年），第595页
30. ↑  红河州志卷五（1994年），第166页
31. ↑  Neville-Hadley, Peter. . SCMP. 2024-06-22  [2024-08-02]. （原始内容存档于2024-11-15） （英语）.
32. ↑  中央研究院近代史研究所. . 近史所人名權威檢索系統.   [2024-08-01]. （原始内容存档于2024-08-01）.
33. ↑  中央研究院近代史研究所. . 近史所人名權威檢索系統.   [2024-08-01]. （原始内容存档于2024-08-01）.

## 注解
1. ↑  包含雲南府、临安府、石屏州、蒿枝地、蛮耗、个旧厂、通海县、楚雄府、廣南府、剥隘、普厅、曲靖府、马龙州、平彝、宣威、杨林、開化府、河口、東川府以及贵州省的郎岱和普安等地区。